# Johann-Strauß-Denkmal

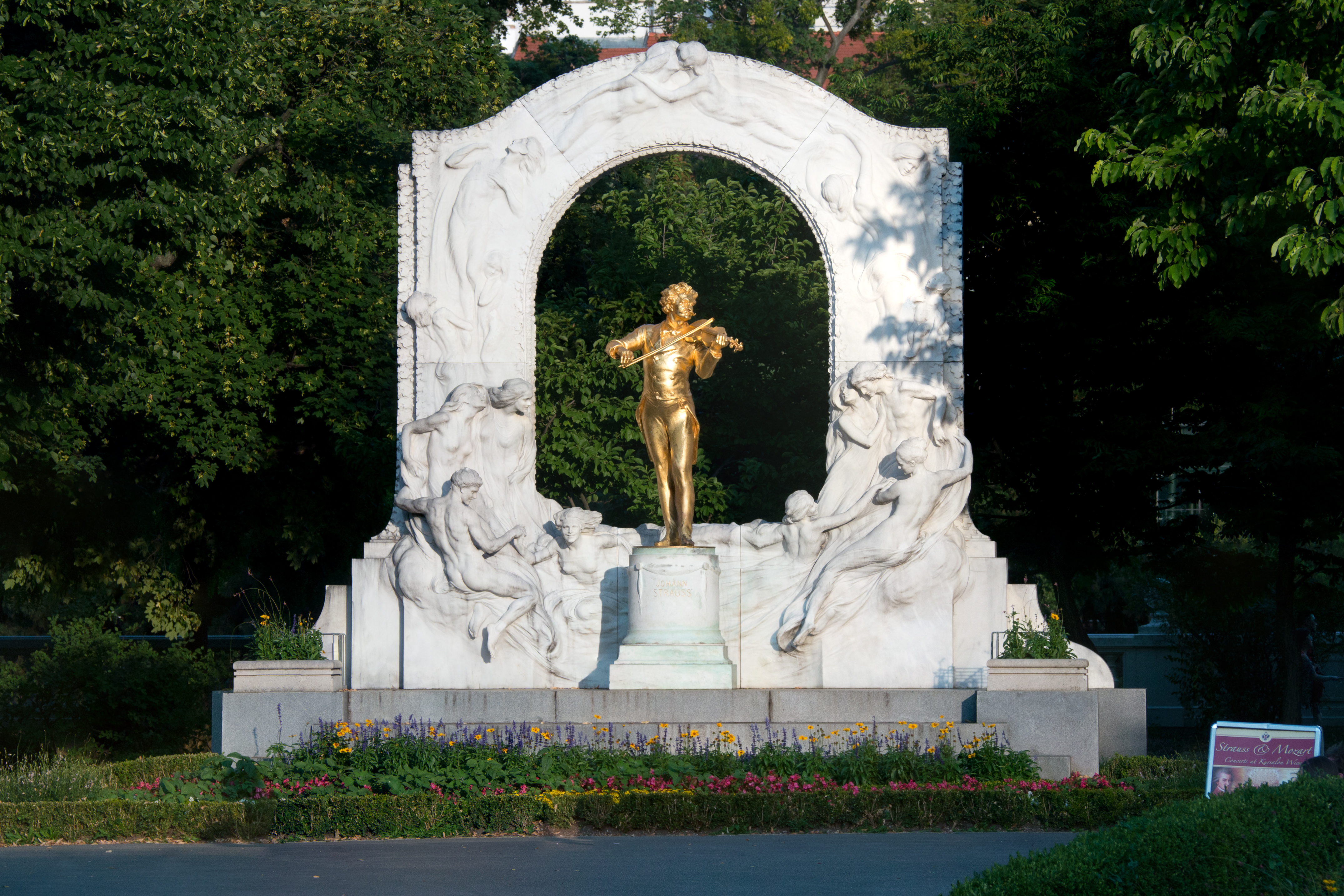
Johann-Strauß-Denkmal

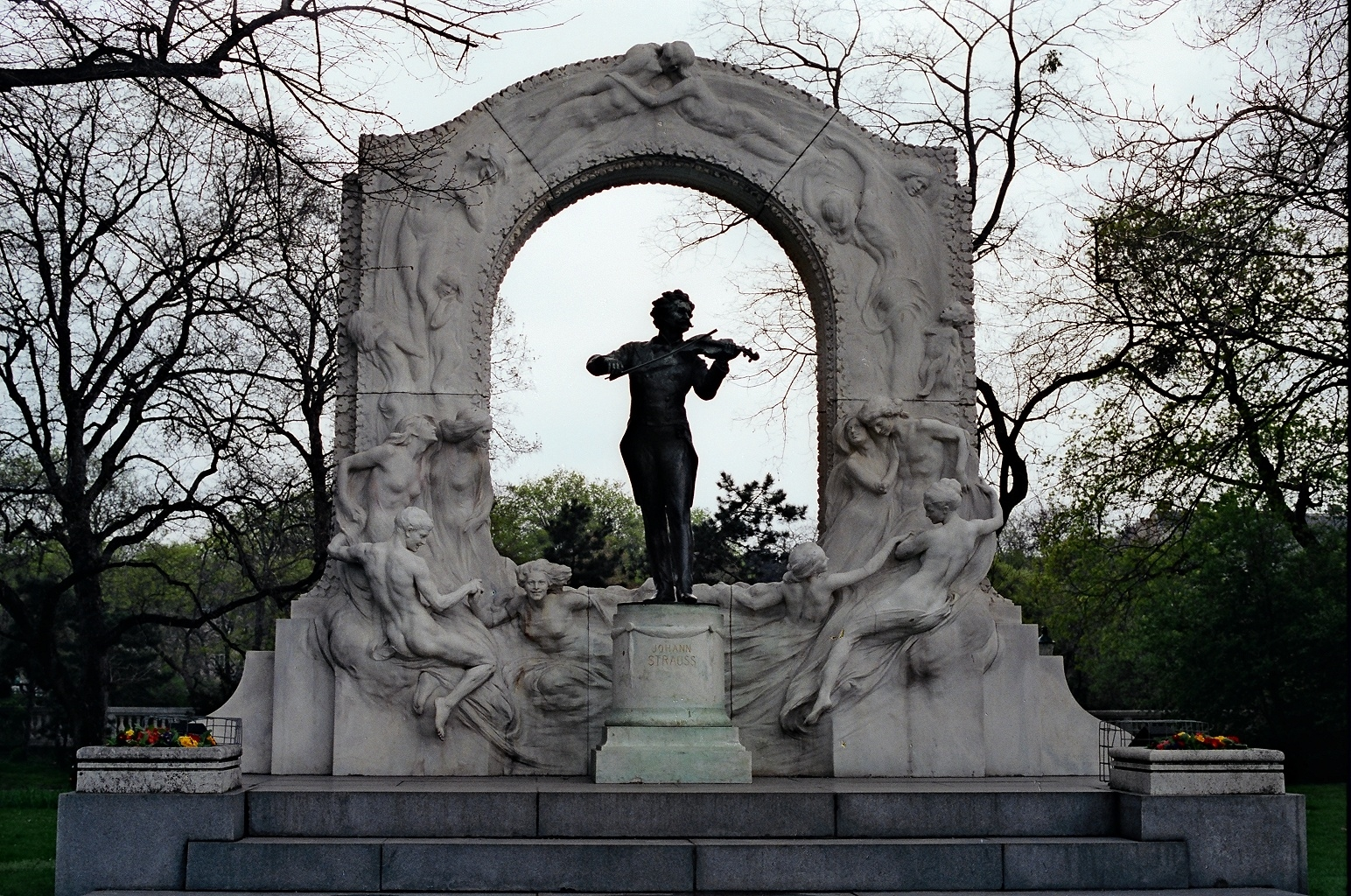
Zustand im Jahr 1987 ohne Vergoldung

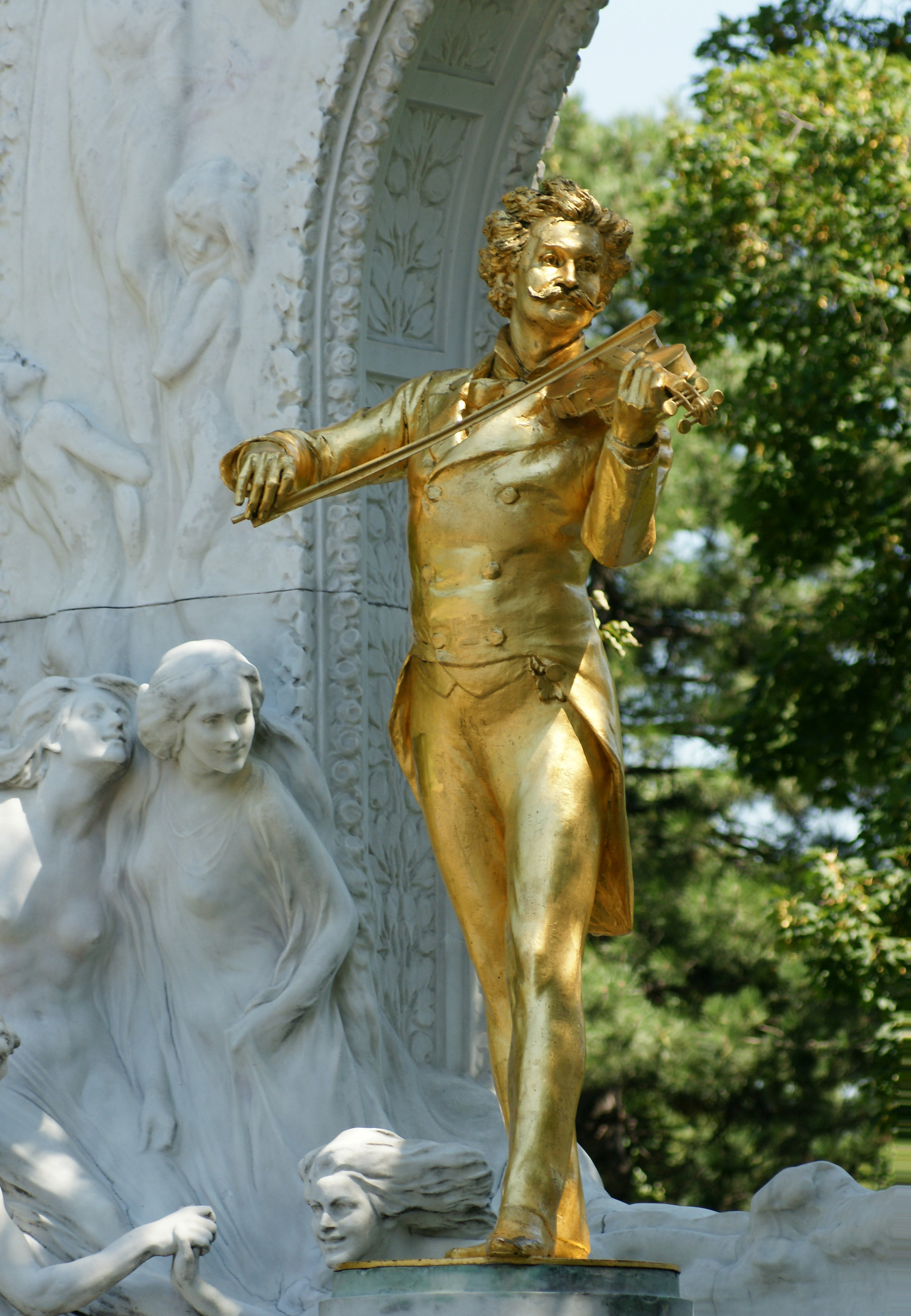
Johann-Strauß-Statue nach 1991

Das Johann-Strauß-Denkmal befindet sich im Wiener Stadtpark und ist eines der meistfotografierten Denkmäler in Wien. Es wurde im Gedenken an den „Walzerkönig“ Johann Strauss (Sohn) nächst dem Kursalon Hübner errichtet. Seine Benennung orientiert sich an der zum Zeitpunkt der Errichtung üblichen Schreibweise seines Familiennamens als Strauß.

## Beschreibung
Das vergoldete Bronzestandbild auf einem Marmorsockel zeigt den Wiener Walzerkönig stehend – ohne den dichten Backenbart – mit einer Geige in der Hand vor einem mit Blättern und schwebenden Paaren reliefierten Laaser Marmorbogen.
Seine Bezeichnung zur Einweihung lautete Johann-Strauß-Denkmal, die Schreibweise seines Familiennamens ist jedoch inzwischen überholt (heute korrekt: Johann-Strauss-Denkmal).

## Geschichte
1903, vier Jahre nach Strauss’ Tod, konstituierte sich ein Komitee unter der Präsidentin Prinzessin Rosa Croy-Sternberg (1836–1918) für die Errichtung eines Denkmals zu Ehren des Komponisten. Anfänglich war als Aufstellungsort der Franz-Josefs-Kai vorgesehen, erst 1907 wurde der heutige Standort im Stadtpark festgelegt. Der Wiener Gemeinderat sagte 1905 eine Kostenbeteiligung von 10.000 Kronen zu, die jedoch erst 1913 ausbezahlt wurde. 1906 wurde vom Komitee ein Wettbewerb ausgeschrieben. Unter anderem beteiligten sich daran der Architekt Alfred Castelliz (1870–1940), sowie die Bildhauer Franz Metzner und Edmund Hellmer, dessen Entwurf einstimmig vom Komitee genehmigt wurde.
Die Ausführung verzögerte sich ständig, einerseits wegen Finanzierungsproblemen und anderseits auch durch den Ausbruch des Ersten Weltkrieges. Am 23. Januar 1920 bewilligte der Wiener Gemeinderat abermals eine größere Summe und am 26. Juni 1921 erfolgte die feierliche Enthüllung, bei der unter anderem die Wiener Philharmoniker aufspielten.
1935 wurde die schadhaft gewordene Vergoldung der Strauss-Statue entfernt und erst 1991 der ursprüngliche Zustand des Denkmals wiederhergestellt. Im Jahr 2011 erfolgte eine umfassende Renovierung beziehungsweise Sanierung vom Fundament bis zur Strauß-Statue statt, die in etwa 300.000 Euro kostete.
Repliken der Statue befinden sich unter anderem seit der Expo 1990 in Osaka (Japan), seit der Expo 1999 in Kunming (China), seit 2002 im Parque de Los Colegiales in Havanna (Kuba), seit 2003 im Park von Pawlowsk (St. Petersburg) und seit 2016 vor dem Shanghai Tower.